# Pędzewo (gromada 1954–1959)
Pędzewo – dawna gromada, czyli najmniejsza jednostka podziału terytorialnego Polskiej Rzeczypospolitej Ludowej w latach 1954–1972.
Gromady, z gromadzkimi radami narodowymi (GRN) jako organami władzy najniższego stopnia na wsi, funkcjonowały od reformy reorganizującej administrację wiejską przeprowadzonej jesienią 1954 do momentu ich zniesienia z dniem 1 stycznia 1973, tym samym wypierając organizację gminną w latach 1954–1972.
Gromadę Pędzewo z siedzibą GRN w Pędzewie utworzono – jako jedną z 8759 gromad na obszarze Polski – w powiecie toruńskim w woj. bydgoskim, na mocy uchwały nr 24/14 WRN w Bydgoszczy z dnia 5 października 1954. W skład jednostki weszły obszary dotychczasowych gromad Pędzewo, Gutowo i Zarośle Cienkie oraz 14 gospodarstw ze wsi Czarne Błoto z dotychczasowej gromady Czarne Błoto ze zniesionej gminy Smolno w tymże powiecie. Dla gromady ustalono 19 członków gromadzkiej rady narodowej.
Gromadę zniesiono 31 grudnia 1959, a jej obszar wszedł w skład nowo utworzonej gromady Górsk w tymże powiecie.
Uwaga: Gromada Pędzewo (o innym składzie) istniała także przejściowo w roku 1972.